# De lemen troon
De lemen troon is een historische stripreeks in zeven delen. De tekeningen zijn van de hand van Théo Caneschi en het scenario is geschreven door het koppel Nicolas Jarry en France Richemond. De eerste zes delen verschenen in de Franse taal tussen 2006 en 2015 bij uitgeverij Delcourt. De reeks verscheen in het Nederlands tussen 2008 en 2016 bij uitgeverij Silvester.
In 2021 verscheen het eerste deel van de serie De glazen kroon, een vijfdelige voorloper op de De lemen troon die begint in 1380, het jaar waarin Karel V van Frankrijk sterft. Deze serie wordt tevens geschreven door France Richmond, maar wordt getekend door Tommaso Bennato.

## Het verhaal
De verhalen in de lemen troon spelen zich af tijdens de Honderdjarige Oorlog. Frankrijk is omstreeks 1420 al 33 jaar in oorlog met de Engelsen. De koning van Engeland, Hendrik V is echter niet het enige gevaar. Al 28 jaar wordt de koning van Frankrijk, Karel VI, geplaagd door aanvallen van waanzin en valt het land ten prooi aan allerhande intriges. Er dreigt ook een burgeroorlog los te barsten. De macht wordt betwist door twee partijen: de Armagnacs, onder leiding van de kroonprins, Karel VII, die zich tot regent laat uitroepen en de Bourguignons, die de koning en Parijs in handen hebben. Alleen als deze partijen zich verenigen is Frankrijk in staat weerstand te bieden tegen de Engelse invasie.

## Albums
| De lemen troon  | De lemen troon                                                                          | De lemen troon          | De lemen troon |
| Nummer          | Titel                                                                                   | Verschenen              | Uitgeverij     |
| --------------- | --------------------------------------------------------------------------------------- | ----------------------- | -------------- |
| 1               | De ridder met de bijl (Frans: Le chevalier à la hache)                                  | 2008                    | Silvester      |
| 2               | De brug van Montereau (Frans: Le pont de Montereau)                                     | 2009                    | Silvester      |
| 3               | Hendrik, koning van Frankrijk en Engeland (Frans: Henry, roi de France et d'Angleterre) | 2010                    | Silvester      |
| 4               | De dood van de koningen (Frans: La mort des rois)                                       | 2011                    | Silvester      |
| 5               | De maagd (Frans: La pucelle)                                                            | 2012                    | Silvester      |
| 6               | Het beleg van Orleans (Frans: La geste d’Orléans)                                       | 2016                    | Silvester      |
| 7               | (Nog in voorbereiding)                                                                  | -                       | -              |
| De glazen kroon |                                                                                         |                         |                |
| 1               | Leed boven glorie (Frans: Plus peine que gloire )                                       | 2021                    | Silvester      |
| 2               | Rozebeke, treurige vlakte (Frans: Rozebeke morne plaine)                                | Verwacht op 30 mei 2025 | Silvester      |